# Marie Marville
Pour les articles homonymes, voir Marville.
Marie Victoria Mayer, connue sous le nom de scène de Marie Marville, née le 21 juillet 1873 à Combleux (Loiret) et morte le 5 mai 1961 à Eaubonne est une artiste lyrique, artiste  de music-hall et actrice française, demi-mondaine de la Belle Epoque.

## Biographie
Marie Victoria Mayer est la fille de Victor Mayer, détenu politique à Nevers en 1873, et de Léonie Joséphine Chereau.
En 1894, elle débute comme écuyère au cirque Molier,,. Sportive et émancipée, elle monte à cheval, pratique l'aviron, l'escrime, patine sur glace. Elle fréquente le Palais de glace, endroit à la mode où se produisent les théâtreuses et les demi-mondaines comme Liane de Lancy, Eugénie Fougère, Jane Derval, Nine Derieux, Clémence de Pibrac...
Le journal Gil Blas la cite fréquemment parmi les demi-mondaine de la Belle Epoque.
En 1898, elle débute sur scène dans La Peur des coups  de Courteline à Ostende.
Elle est engagée en 1908 et 1910 pour jouer dans la revue des Folies Bergère.
Elle était l’épouse de P.-L. Flers.

## Théâtre, revues

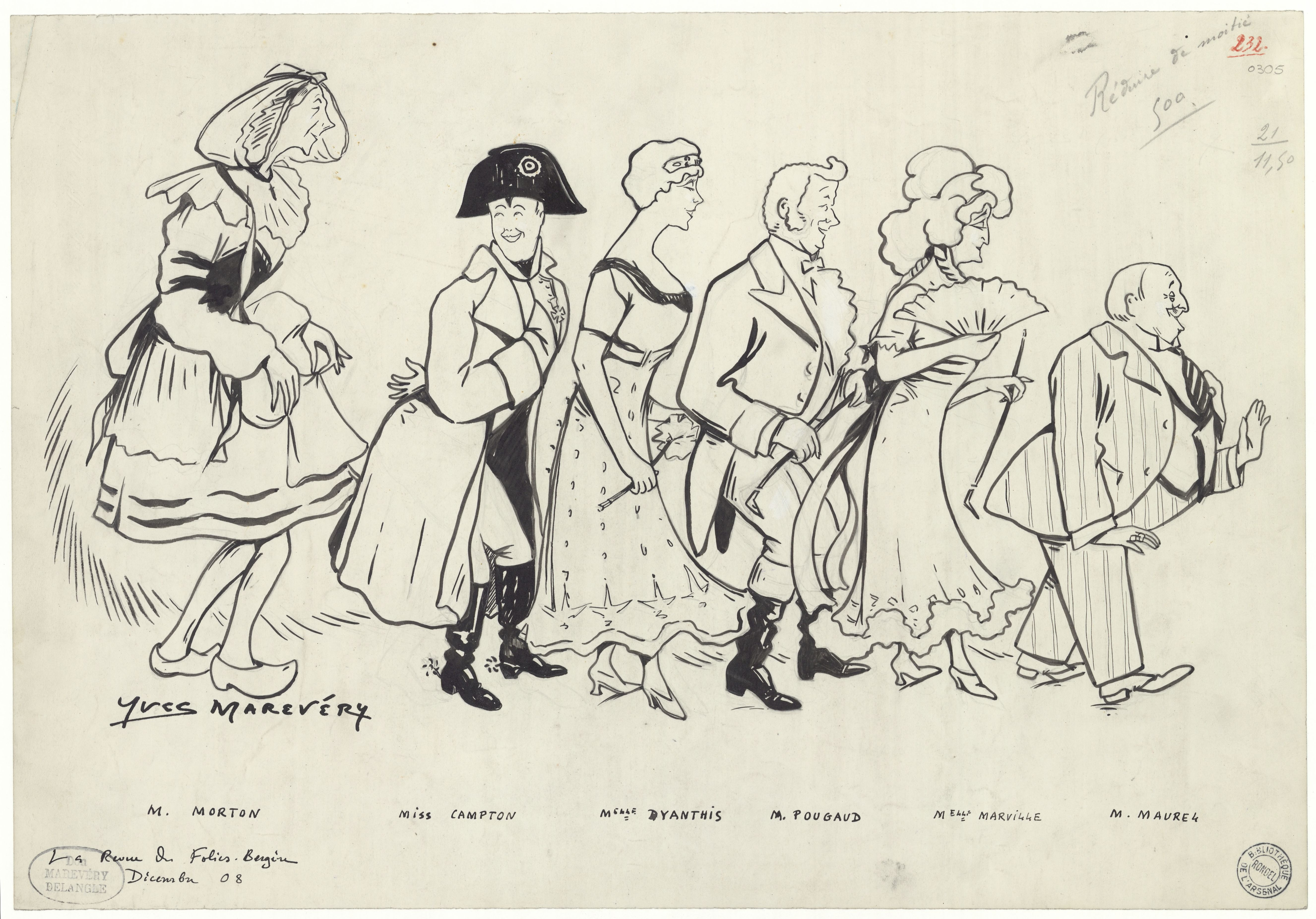
La Revue des Folies-Bergère, 1908

- En Voila de la chair, revue, à la Scala[5].
- 1898 : La Peur des coups de Courteline à Ostende[7]
- 1900 : aux Folies-Marigny[8]
- 1900 : Entrez au vieux Paris !, revue de P.-L. Flers[5].
- 1901 : Paris-Frou-frou, de P.L. Flers, aux Folies-Marigny[9],[10].
- 1902 : Revue au Concert Européen[11].
- 1903 : La Belle de New York (en), revue de P.-L. Flers et Paul Gavault, adapté de l'anglais, musique de Gustave  Kerker, avec Ellen Baxone comme partenaire au Moulin Rouge, 29 mai[12].
- 1905 : Entente Cordiale, revue de Robert de Flers, rôle de Madame de France avec Aimée Campton comme partenaire au théâtre des Capucines.
- 1906 : La Chaste Suzanne, pièce de P.-L. Flers, au théâtre du Palais-Royal, 4 mai, Suzanne Rubis[13].
- 1908/09 : La Revue Franco-Anglaise des Folies-Bergère, de P.-L. Flers, aux Folies-Bergère[14],[15].
- 1909 : Vive le Roy !, revuette de P.-L. Flers et Eugène Héros, à la Boite à Fursy, rôle de la Bonne[16].
- 1910/11 : La Revue des Folies-Bergère, revue de P.-L. Flers et Eugène Héros, aux Folies-Bergère débute le 3 décembre 1910. La dernière représentation a lieu le 26 juin suivant[17],[18],[19],[20],[21],[22].
- 1911 : En chair… et en rosse, revue de Valentin Tarault et Georges Arnould, au Moulin Rouge[23].
- 1914 : Elles y sont toutes… à la Scala !, revue de Jacques Battaille-Henri et Georges Arnould, avec Régine Flory et Yane Exiane, à la Scala, 120 représentations[24],[25],[26],[27],[28],[29].
- 1920 : Kitty, comédie-fantastique, de Moncton Hoffe, adapté par P.-L. Flers, à la Potinière[30].
- 1921 : Les Bijoux indiscrets, revue-opérette de P.-L. Flers, musique de Léo Daniderff, au Marjal, Haïdarama, 150 representations[31],[32].

## Opérettes
- 1912 : Le Roy s'allume, opérette de Charles-Albert Abadie et Valentin Tarault, au Moulin Rouge[33].
- 1912 : La Belle de New York, opérette de Paul Gavault, au Moulin Rouge[34],[35].

## Vie privée
Marie Marville épouse Paul-Louis Flers,,,, le 19 mai 1913 à Paris 11e.

## Sources
- Charles Mougel, « Les jolies femmes à l'exposition, Mademoiselle Marie Marville », La Grande vie, no 11,‎ 1900 (lire en ligne, consulté le 5 avril 2021).